# Aja Naomi King
Aja Naomi King, född 11 januari 1985 i Los Angeles, är en amerikansk skådespelare.
King har bland annat medverkat i TV-serierna How to Get Away with Murder och Lessons in Chemistry. Hon har även medverkat i filmen A Little White Lie.

## Filmografi (i urval)
- 2014–2020 – How to Get Away with Murder (TV-serie)
- 2023 – Lessons in Chemistry (TV-serie)
- 2023 – A Little White Lie